# Chastity (banda sonora)
Chastity (en español: Castidad) es la primera banda sonora de la cantante estadounidense Cher, lanzada en junio de 1969, por Atco Records. Fue lanzado para promover y acompañar la película de 1969, Chastity, pero fue un fracaso comercial.

## Información del álbum
Chastity fue lanzado en el verano de 1969, el mismo día del lanzamiento de 3614 Jackson Highway, fue producido por Sonny Bono.
Bono escribió y produjo la película especialmente para su joven esposa. Durante la filmación, Cher dio a luz a su primera hija, a la cual bautizó Chastity, de ahí  el nombre de la película. Al final, todo el proyecto fue un desastre comercial y financiero, tal y como les paso al dúo con Good Times.
Todo el álbum es interpretado por Cher, la canción “Chastity's Song (Band of Theives)” es inédita y sirve como apertura de los créditos de la película. Las canciones “Motel 1” y “Chastity Walk” son ligeramente funky, mientras que “Motel 2” tiene una fuerte expresión en guitarra.

## Lista de canciones
Lado A
1. "Chastity's Song (Band of Theives)" (Elyse J. Weinberg) - 2:59
2. "Chastity Overture" - 2:35
3. "Motel 1" - 2:04
4. "Chastity Walk" - 1:46
5. "Flowers (Love of a Family)" - 2:18
6. "Chastity Love Theme" - 2:02

Lado B
1. "Chastity Titles" - 3:32
2. "Motel 2" - 2:32
3. "Chastity Carousel" - 2:28
4. "Mexico" - 1:21
5. "Chastity (Tema de cierre)" - 3:42

## Créditos
Personal
- Cher - voz principal

Producción
- Sonny Bono - productor discográfico
- Stan Ross - ingeniero de sonido
- Don Peake - asistente de arreglos
- Greg Poree - asistente de arreglos (canción #1)

Diseño
- Alessio de Paola - fotografía